# Daniel Oehry
Daniel Oehry (ur. 20 lutego 1971 w Grabs, Szwajcaria) – liechtensteiński polityk, inżynier, minister infrastruktury i oświaty w rządzie Brigitte Haas, deputowany do Landtagu w latach 2017-2025, wieloletni działacz, a w latach 2023-2024 prezes Postępowej Partii Obywatelskiej.

## Życiorys
Urodził się w Grabs, w Szwajcarii. Wychowywał się w Ruggell, gdzie ukończył szkołę podstawową, a następnie szkołę średnią w Eschen. Odbywał praktykę konstruktora w Hilti AG w Schaan, a w 1996 ukończył studia w Vaduz, uzyskując tytuł inżyniera. W latach 1992-2025 pracował w Hilti AG na różnych stanowiskach zajmując się zarządzaniem, zasobami ludzkimi i kierownictwem projektowym.
Od wielu lat związany z Postępową Partią Obywatelską. W latach 2003-2011 był radnym gminy Eschen. W wyborach parlamentarnych w 2017 Oehry wystartował z listy FBP w Unterlandzie, zdobył 1991 głosów i uzyskał mandat do Landtagu. W 2021 uzyskał reelekcję, zdobywając 2067 głosów. W latach 2017-2023 pełnił funkcję rzecznika klubu parlamentarnego FBP, a w listopadzie 2023 został wybrany na prezesa Postępowej Partii Obywatelskiej. W związku z ogłoszeniem jego kandydatury rządowej przed wyborami w 2025, zrezygnował z funkcji prezesa i zastąpił go Alexander Batliner. 
10 kwietnia 2025 Oehry został powołany przez księcia Alojzego na Radnego Rządu i został ministrem infrastruktury i oświaty w rządzie koalicyjnym Brigitte Haas.

## Życie prywatne
Mieszka w Eschen. Jest żonaty z Sybille Hoop i ma dwoje dzieci.